# Protectorat français du Tonkin
 (septembre 2013).
1883–1949
Entités précédentes :
- Empire d'Annam

Entités suivantes :
- Gouvernement central provisoire du Viêt Nam

Pour un article plus général, voir Tonkin.
Le protectorat du Tonkin est un territoire anciennement placé sous protection de la France entre 1884 et 1949, excepté une occupation japonaise pendant la Seconde Guerre mondiale.
Le traité de Hué, signé en 1884, établit au Tonkin - région correspondant au Nord de l'actuel Viêt Nam - une autorité politique distincte de celle exercée au protectorat d'Annam : le territoire vietnamien qui, après la conquête de la Cochinchine, demeurait sous l'autorité de la dynastie Nguyễn, est désormais divisé en deux. Officiellement toujours sous l'autorité monarchique de l'empereur d'Annam, le Tonkin est rapidement, dans les faits, géré comme une colonie, le résident-général disposant de tous les pouvoirs. En 1887, le Tonkin est, comme l'Annam et la Cochinchine, placé sous l'autorité du gouverneur général de l'Indochine française, qui siège à Hanoï.
En 1948, le territoire du Tonkin quitte le protectorat français et intègre le Gouvernement central provisoire du Viêt Nam. Après la fin de la guerre d'Indochine en 1954, le territoire de l'ancien protectorat passe sous le contrôle du Nord Viêt Nam.

## Étymologie
Le Tonkin était appelé en Vietnamien Bac Kỳ (« Pays du Nord »), ou Bac Bộ (« région du Nord »), le second terme étant préféré par les nationalistes. 

## Démographie
Sa population est estimée à 8 millions d'habitants en 1940[réf. souhaitée].

## Historique

### Conquête
La Cochinchine est annexée en 1862 par la France lors de la signature du traité de Saïgon ; les incursions des Pavillons noirs, pirates chinois utilisés par l'Annam (nom alors donné par les Occidentaux au Viêt Nam dans son ensemble) comme soldats irréguliers, gênent cependant la colonie française et, en 1873, l'explorateur Francis Garnier est envoyé en mission pour garantir les voies de passage du commerce français. En novembre, il s'empare de la citadelle du représentant de l'empereur à Hanoï et poursuit sa conquête du Tonkin ; il est cependant tué le mois suivant lors d'une embuscade des Pavillons noirs. 
Le 15 mars 1874, le « traité Philastre » établit sur l'Annam un protectorat français aux termes assez flous, tout en reconnaissant la souveraineté de l'Annam sur le Tonkin et en restituant les territoires conquis par Garnier. Mais le refus de la Chine de reconnaître le traité entraîne par la suite la guerre franco-chinoise. Le Tonkin intéresse tout particulièrement la France pour la fertilité de son sol et les richesses de son sous-sol. Ce dernier facteur pousse la France à fonder en 1881 une Société des mines de l'Indochine puis en 1884 une Société française des charbonnages du Tonkin. 
En juillet 1881, le président du Conseil Jules Ferry fait voter des crédits pour assurer la sécurité des Français au Tonkin, celle-ci ne pouvant être garantie par les autorités de Hué. À la fin 1881, l'expédition du Tonkin est lancée. 
En 1883 et 1884, le premier et le deuxième traité de Hué placent l'ensemble du territoire annamite sous protectorat français : le royaume est scindé en deux territoires distincts, le protectorat d'Annam - nom qui correspond désormais non plus au pays dans son ensemble, mais à son centre seulement - et le protectorat du Tonkin. La Chine signe en 1885 le traité de Tianjin, par lequel elle reconnaît le traité de Hué.

### Administration
L'Annam et le Tonkin sont placés sous l'autorité d'un Résident général, lui-même flanqué de Résidents supérieurs à Hué (Annam) et Hanoï (Tonkin). À partir de 1887, le Résident général est placé sous l'autorité du Gouverneur général de l'Indochine française.
Un puissant mouvement d'insurrection, le Cần Vương (« soutien au roi ») est lancé lorsque le régent Tôn Thất Thuyết entre dans la clandestinité avec le jeune empereur Hàm Nghi. Les Français remplacent ce dernier en faisant monter sur le trône l'un de ses frères, Đồng Khánh. La pacification du Tonkin, où la guérilla est menée par le Đề Thám, n'est achevée qu'en 1896. Comme en Cochinchine et en Annam, les Français, peu nombreux, s'appuient sur un fonctionnariat indigène et bénéficient de la coopération de mandarins et notables locaux.
Par une ordonnance du 3 juin 1886, l'empereur délègue au Tonkin la totalité de ses pouvoirs à un kinh luoc su (fonction traduite par « vice-roi » ou « commissaire impérial » ce qui entérine la séparation de fait de l'Annam et du Tonkin, où l'administration est soumise à un contrôle étroit des Français. Le poste de vice-roi est rapidement vidé de sa substance, le Résident-général disposant de toute l'autorité. Des résidents adjoints gèrent les provinces, sauf la haute région du Tonkin, laissée aux militaires en raison de l'insécurité qui continue d'y régner. Malgré la présence d'un vice-roi, dont la fonction n'existe que pour justifier le nom de protectorat, l'administration est calquée sur celle de la colonie de Cochinchine : les communes, cantons et circonscriptions (délégations en Cochinchine) sont administrées par les indigènes, mais ce sont les Résidents provinciaux (administrateurs en Cochinchine) qui dirigent l'ensemble, avec l'aide de conseils de notables locaux.
En 1889, le poste de résident général de l'Annam-Tonkin est supprimé, l'Annam et le Tonkin étant confiés à deux résidents généraux différents. Les villes de Hanoï et Haïphong sont par ailleurs cédées à la France en pleine propriété et sont soumises au même régime juridique que la colonie de Cochinchine. En 1897, la fonction de Kinh Luoc, qui maintenait une forme de liaison avec la cour impériale de Hué, est supprimée sur décision du gouverneur-général de l'Indochine, Paul Doumer, qui la considérait comme un échelon administratif inutile : ses fonctions sont transférées au Résident supérieur français, notamment en ce qui concerne la nomination des mandarins. Alors que la Cochinchine est la principale terre de colonisation et d'exploitation agricole, le Tonkin repose notamment sur son industrie minière et manufacturière. Le protectorat est également le centre administratif de l'Indochine française, et accueille de nombreux fonctionnaires et militaires. 
Comme en Annam et en Cochinchine, les Français développent l'instruction publique ; la société demeure cependant profondément inégalitaire, le plus petit fonctionnaire français étant mieux payé qu'un mandarin indigène. Seule la naturalisation, qui concerne peu de personnes et principalement en Cochinchine, donne le droit de vote aux indigènes, et Hanoï et Haïphong sont les seules villes du Tonkin à avoir, de par leur statut particulier, des municipalités élues au suffrage universel.
Dans les années 1920-1930, et comme dans le reste de l'Indochine, les revendications nationalistes se développent : c'est au Tonkin que naît le parti indépendantiste Việt Nam Quốc Dân Đảng (VNQDD), dont les militants commettent divers attentats et déclenchent en 1930 la mutinerie de Yên Bái. Le Parti communiste indochinois, dirigé par le futur Hô Chi Minh, participe également à l'agitation nationaliste. Les réformistes vietnamiens n'obtiennent pas davantage de succès que les révolutionnaires : en 1938, l'empereur Bảo Đại échoue à obtenir de la part des Français l'autonomie pour l'ensemble de l'Annam-Tonkin.
Durant la Seconde Guerre mondiale, l'Indochine française est occupée par les troupes du Japon ; en mars 1945, pour garantir leur contrôle du territoire, les Japonais réalisent un coup de force contre les Français, détruisant les infrastructures coloniales en Indochine. L'Annam et le Tonkin sont réunifiés au sein d'un « empire du Viêt Nam » officiellement indépendant (la Cochinchine n'est rattachée qu'en août à cette entité, de manière totalement symbolique et peu avant la reddition des Japonais). La désorganisation des infrastructures, les mauvaises récoltes et l'absence de moyens du gouvernement vietnamien se conjuguent pour provoquer, au Tonkin et dans une partie de l'Annam, une terrible famine qui cause au bas mot plusieurs centaines de milliers de morts.

### Réunification
En août 1945, à la faveur de la reddition du Japon, le Việt Minh dirigé par le chef communiste Hô Chi Minh déclenche la révolution d'Août ; le Tonkin est la partie du territoire vietnamien où le Việt Minh établit le plus fermement son contrôle Hanoï devient le siège du gouvernement provisoire de la République démocratique du Viêt Nam proclamée par Hô Chi Minh. Les Français reprennent ensuite, avec difficulté, le contrôle de l'Indochine. Ce n'est qu'en mars 1946 que les troupes françaises, grâce aux accords Hô-Sainteny, peuvent faire leur entrée dans Hanoï. Mais les négociations sur le futur statut politique du Viêt Nam achoppent lors de la conférence de Fontainebleau. À la fin 1946, le gouvernement de Hô Chi Minh prend le maquis, déclenchant la guerre d'Indochine. Les Français s'emploient ensuite à trouver pour le Viêt Nam une solution politique, qui semble finalement se concrétiser en la personne de l'ancien empereur Bảo Đại. En 1948, le Tonkin est réunifié avec l'Annam au sein du Gouvernement central provisoire du Viêt Nam, en attendant le règlement de la question de la Cochinchine. La Cochinchine rejoint les deux autres territoires l'année suivante et l'État du Viêt Nam, dont Bảo Đại prend cette fois officiellement la tête, est proclamé.
Après la guerre d'Indochine et conformément aux accords de Genève de 1954, le territoire de l'ancien protectorat passe sous le contrôle du Nord Viêt Nam.

## Résidents supérieurs
| Liste des résidents supérieurs (siégeant à Hanoï et subordonnés à l'Annam jusqu'en 1888) |                                     |
| Nom                                                                                      | Durée du mandat                     |
| Alexandre Vial                                                                           | 1886                                |
| Jean Thomas Raoul Bonnal                                                                 | 1886 - 1887                         |
| Poste aboli                                                                              | 1887 - 1888                         |
| Eusèbe Irénée Parreau                                                                    | avril 1888 - 1889                   |
| Ernest Albert Brière                                                                     | 1889 - octobre 1891                 |
| Léon Jean Laurent Chavassieux                                                            | 1891 - 1893                         |
| François Pierre Rodier                                                                   | 1893 - 1895                         |
| Poste aboli                                                                              | 1895 - 1897                         |
| Léon Jules Pol Boulloche                                                                 | 1897                                |
| Augustin Julien Fourès                                                                   | 1897 - 1904                         |
| Jean-Henri Groleau                                                                       | 1904 - 1907                         |
| Georges Maspero                                                                          |                                     |
| Louis Alphonse Bonhoure                                                                  | 9 mars 1907 - 1907                  |
| Louis Jules Morel                                                                        | 1907 - 1909                         |
| Jules Simoni                                                                             | 1909 - 1912                         |
| Léon Louis Jean Georges Destenay                                                         | 15 décembre 1912 - 8 juin 1915      |
| Maurice Joseph Le Gallen                                                                 | 1915 - 1916                         |
| Jean Baptiste Édouard Bourcier Saint-Gaffray                                             | 1917 - 1921                         |
| Maurice Antoine François Montguillot                                                     | 1921 - 1925                         |
| Eugène Jean Louis René Robin                                                             | 1925 - 1930                         |
| Auguste Eugène Ludovic Tholance                                                          | 1930 - 1937                         |
| Yves Charles Châtel                                                                      | 1937 - 1940                         |
| Émile Louis François Grandjean                                                           | 1940 - 1941                         |
| Pierre Abel Delsalle                                                                     | 1941 - 1942                         |
| Camille Auphelle                                                                         | ? - 9 mars 1945                     |
| Kumao Nishimura (résident japonais)                                                      | mars 1945 - août 1945               |
| Pierre Messmer (par intérim)                                                             | 18 août 1945 - 22 août 1945         |
| Jean Sainteny                                                                            | 22 août 1945 - 1946                 |
| Jean Valluy                                                                              | mars 1946 - 1946                    |
| Jean Crépin                                                                              | 1946 - 17 août 1946                 |
| Louis Morlière                                                                           | 17 août 1946 - Vers février 1947    |
| Yves Digo                                                                                | Vers 1948                           |
| Marcel Alessandri                                                                        | ? - novembre 1950                   |
| Pierre Boyer de Latour                                                                   | 24 novembre 1950 - 29 décembre 1950 |
| Raoul Salan (par intérim)                                                                | 29 décembre 1950 - 10 février 1951  |
| François de Linares                                                                      | février 1951 - 8 mai 1953           |
| René Cogny                                                                               | mai 1953 - 1955                     |